# 바사라베아스카
바사라베아스카(루마니아어: Basarabeasca)는 몰도바의 도시로 바사라베아스카 구의 행정 중심지이며 인구는 12,400명(2012년 기준)이다.